# Saint-Pierre-du-Val
Saint-Pierre-du-Val – miejscowość i gmina we Francji, w regionie Normandia, w departamencie Eure.
Według danych na rok 1990 gminę zamieszkiwało 349 osób, a gęstość zaludnienia wynosiła 29 osób/km² (wśród 1421 gmin Górnej Normandii Saint-Pierre-du-Val plasuje się na 571. miejscu pod względem liczby ludności, natomiast pod względem powierzchni na miejscu 242.).